# دارتي
دارتي هي مؤسسة تجارية فرنسية لبيع الأجهزة المنزلية، والكمبيوتر و المعدات السمعية والبصرية (تلفاز وجهاز سي دي)، و هي شركة تابعة كهربئيات كيزا.

تم تعزيز التواصل بوجود خدمات ما بعد البيع، و لا التشكيك في مهنيتها التي تتلخص في شعارها و هو "" عقد الثقة "".

## التاريخ
تم إنشاء دارتي بواسطة الأشقاء الثلاثة دارتي وهم ناتان وبرنار و مارسال دارتي، الذين كانوا تجار أقمشة من مونتروي ، سين سان دوني،في ضواحي باريس.

اشترى الإخوة غرفة مجاورة حيث يتم بيع أجهزة الراديو والتلفزيون فيها، ولتكبير و توسيع متجرهم إحتا الأخوة القليل من المال الذي جمعوه في بضعة أيام بعد بيع أقمشتهم والتركيز على بيع الأجهزة الكهربائية.

في مايو عام 1968، افتتحت المؤسسة الفرنسية أكبر وأول محل تجاري متخصص في الأجهزة المنزلية، في بوندي.و في عام 1976 دخلت المؤسسة البورصة.

في عام 1982،بدأت المؤسسة في تنويع أعمالها من خلال إنشاء شركة تابعة، وهي صبارتي(للمواد الرياضية في باريس).لإطلاق هذه العلامة التجارية قامت الشركة بحملة إعلانية في مترو باريس: في الواقع تقع الإعلانات بين كل محطة.

لكن في عام 1987 باعت الشركة 11 متجر صبارتي لشركة أخرى.

في عام 1988،وفاق مؤسسو دارتي على المزايدة التي تسمح للموظفين بالسيطرة على حصة 56٪ من المجموعة. في الوقت نفسه، مجموعة داري في بلجيكا تستمثر على حصة 49٪ من شركة أخرى.

في 1990،أصبحت الشركة رائدة في مجال الطقس حيث تستخدم أناشيد في إعلان لها لسيارة خدمات ما بعد البيع.

في عام 1999، افتتحت الشركة موقع لها للتجارة الإلكترونية وعن بعد على الأنترنت.

واصلت دارتي تقدمها الدولي حيث افتتحت:
- فرنسا: 226 فرع منذ سنة 1968.
- إسبانيا: 45 فرع منذ سنة 2000.
- إيطاليا: 25 فرع منذ سنة 2004.
- تركيا: 25 فرع منذ سنة 2007.
- لوكسمبورغ: 3 فروع منذ سنة 2004.

و كذلك يوجد فروع في كل من سويسرا وبلجيكا.

في أكتوبر 2007، فإن الشركة أطلقت بطاقة ضمان إلكترونية قادرة على إرجاع منتج تم شراؤه من قبل العملاء حتى لو كان في غير محله وفاتورته.

في عام 2009 في فرنسا،واصلت الشركة حملتها لإضافة منافذ بيع جديدة. 

بحلول 2011، أصبح لدارتي 7 خدمات أخرى تابعة لها وهي:
- Darty & Vous (دارتي وأنتم): هي خدمة لاستقبال التساؤولات والتشكيات و الاقتراحات.
- Darty Box (دارتي بوكس): هي خدمة أنترنت عالية الجودة والتي تتنافس مع كبار المنتجين في فرنسا.
- Darty Mobile (دارتي الهاتف): هي خدمة خطوط هاتفية عالية الجودة وهي في بداية صعودها بقوة.
- Darty TV (دارتي التلفاز): هي خدمة خاصة بالتلفاز عالي الجودة وأخر الإصدارات المتعلقة به.
- Darty Pro (دارتي برو) : هي خدمة خاصة بالشركات والمؤسسات الترفيهية والفندقية مع امتيازات كبيرة لهم.
- Darty Recrute (دارتي تشغيل): هي خدمة تعنى بتوفير الكفاء ات واليد العاملة للشركة بحرفية كبيرة وهامة.

## وصلات خارجية
- الموقع الرسمي لدارتي.